# Noite de Guy Fawkes

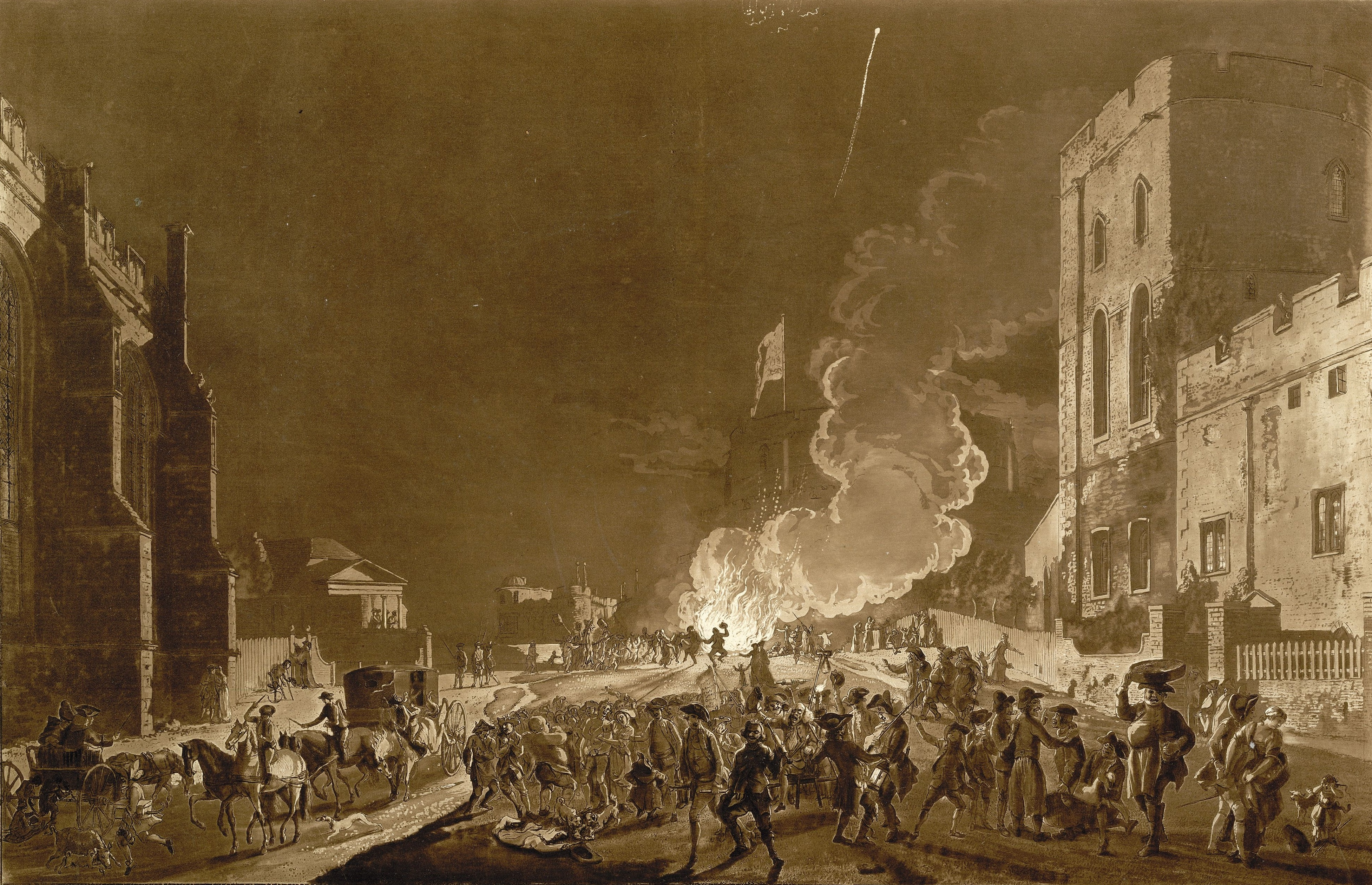
Celebração da Noite de Guy Fawkes no Castelo de Windsor, por Paul Sandby, c. 1776

A noite de Guy Fawkes refere-se ao episódio em que o soldado católico inglês Guy Fawkes, membro da chamada "conspiração da pólvora", tentou explodir o Parlamento Inglês e matar o rei protestante Jaime I da Inglaterra, na noite do dia 5 de novembro de 1605. Contudo,  seu grupo foi descoberto e Fawkes e seus companheiros foram torturados durante quatro dias na Torre de Londres antes de serem executados na forca, seguindo-se o arrastamento dos cadáveres pelas ruas e esquartejamento dos corpos.

## Bonfire Night
A data foi instituída na Inglaterra como uma festividade pela sobrevivência do rei que é chamada de Bonfire Night, normalmente com a presença de fogos de artifício e de uma grande fogueira.